# Ingrid Näslund
Ingrid Sofia Kristina Näslund, född Kymell 31 juli 1934 i Åmål, är en svensk politiker (kristdemokrat), som mellan 1991 och 2000 var riksdagsledamot för Kristdemokraterna i Göteborgs kommuns valkrets. Hon var bland annat ledamot i utbildningsutskottet. Näslund var andra vice ordförande för kristdemokraterna mellan 1990 och 1993. Hon har därefter under 00-talet varit vice ordförande i Kristdemokratiskt Internationellt Center.